# ヤマハ・NMAX

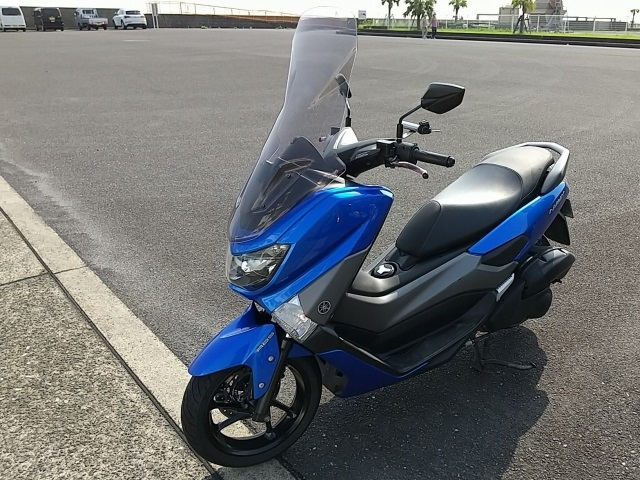
Puig製ロングスクリーンを装着したNMAX150（155cc）

NMAX（エヌマックス）は、ヤマハ発動機が発売しているスクータータイプのオートバイである。

## 概要
スクーターの『MAX』シリーズとして、トップクラスのTMAX、ミドルクラスのXMAX・SMAXに次ぐグローバル車種として開発され、2015年1月に生産国であるインドネシアの現地仕様として155cc版が発表された。同年10月の東京モーターショーでは125cc版も発表されている。
フレームについてヤマハはバックボーンと称しているが、実際にはダブルクレードル構造となっており、スクーター型としては非常に剛性が高い。また、前後輪がともに13インチのアルミホイールかつ油圧ディスクブレーキ(ABS付)となっており、MAXシリーズの名に恥じぬ高いワインディング性能と直進安定性がある。
灯火類はヘッドライトとテールライトにLEDを採用しており、ヘッドライトは両端に配置したロービーム2灯に中心部のハイビーム1灯を組み合わせた3灯式となっている。なお、ウインカーは通常の電球を使用している。

## モデル概説
NMAXには排気量の異なるNMAX125とNMAX150（155）の2モデルが存在する。

### NMAX125
日本仕様の NMAX は2016年3月18日より125が先行して発売された。エンジンはヤマハ発動機が新たに開発した『BLUE CORE』（ブルーコア）エンジン が搭載されているが、NMAXのものは高回転域への対応として可変バルブ機構の『VVA』を装備した4バルブの水冷仕様となっている。なお排気量は155cc版のエンジン（内径58mm）を52mmにボアダウンして対応した。
2017年8月21日よりマイナーチェンジを受け車名は NMAX ABS に変更となる。エンジンを平成28年環境規制に適合させるが、主な諸元に変更はない。
リコール
初のリコールが令和元年11月26日（対策開始は令和元年11月27日～）に出されている。
改善対策対象車の車台番号（シリアル番号）
SE86J-001001～SE86J-011480
対象車製作期間
2015(H27)年9月21日～2017(H29)年1月13日
不具合の内容
原動機のカムチェーンテンショナーにおいて、内部のスプリングの強度が不足しているため、カムチェーンの振れにより当該スプリングが破損するものがある。そのため、異音が発生し、最悪の場合、カムチェーンが外れてエンジンが停止して、再始動できなくなるおそれがある。
改善措置の内容
全車両、カムチェーンテンショナーを対策品に交換する。
（対策前）2ND-E2210-00　→　（対策品）2ND-E2210-20

### NMAX155
2017年4月25日より NMAX155 も日本仕様が発売された。エンジンが平成28年環境規制対応の155ccとなったほかは125cc版と共通だが、座席シートは専用品に変更されている。なお、125で問題となったカムテンショナーだが、155については販売当初から対策品であり、リコール対象外である。

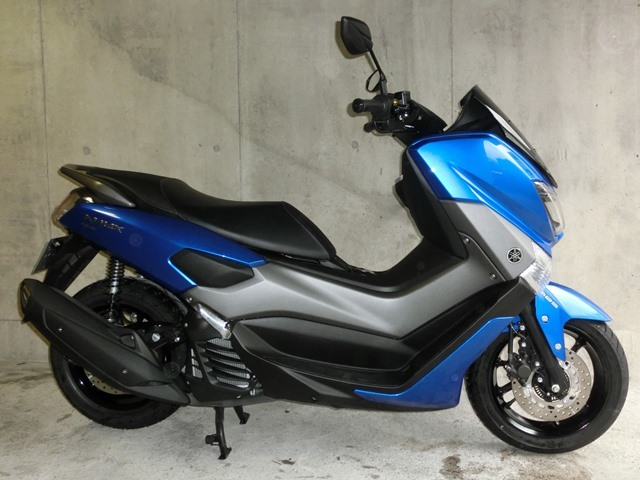
右側面

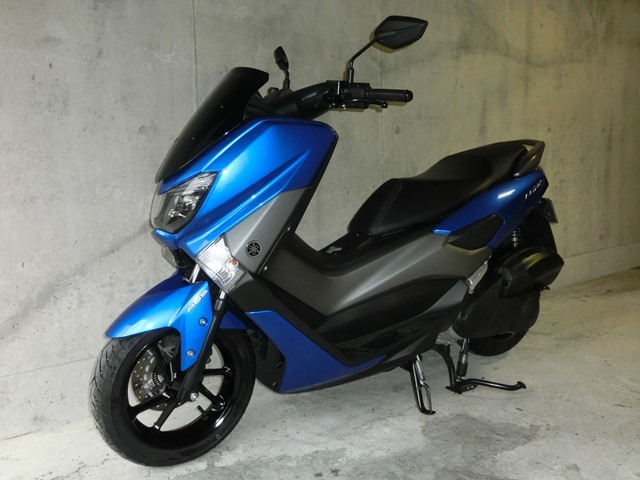
右側前方より